# Adolphe Marbot
Pour les autres membres de la famille, voir Famille Marbot.
Antoine Adolphe Marcelin Marbot, plus couramment appelé Adolphe Marbot (/adɔlf maʁbo/), né le 22 mars 1781 à Altillac et mort le 2 juin 1844 dans la même commune, est un militaire français du XIXe siècle. Il est issu d'une ancienne famille de noblesse militaire du Quercy qui donnera en moins de cinquante ans trois généraux à la France. Il fait sa carrière dans les états-majors de l'armée française sous le Premier Empire, devenant maréchal de camp (général de brigade) sous la monarchie de Juillet.

## Biographie

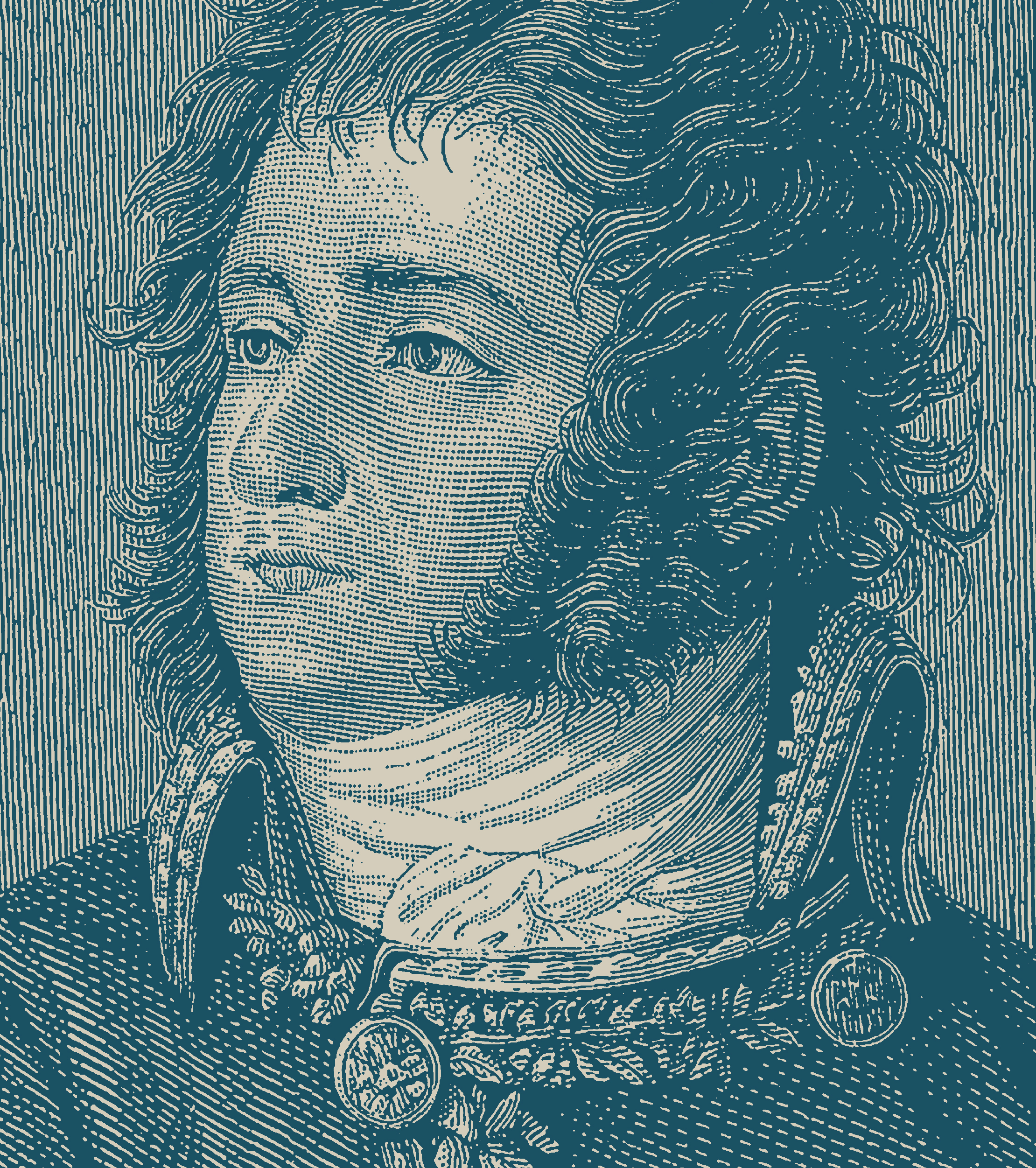
Le général Jean-Antoine Marbot (1754-1800) pendant la campagne d'Italie.

### Jeunesse
Antoine Adolphe Marcelin Marbot naît au château de La Rivière, à Altillac, sur les rives de la Dordogne. Il est le fils aîné du général Jean-Antoine Marbot, ancien aide de camp du lieutenant général de Schomberg, inspecteur général de cavalerie au sein de la Maison militaire du roi de France.
Après des études au collège militaire de Sorèze, il entre au service à l'âge de dix-sept ans, comme chasseur dans le 21e régiment de chasseurs à cheval. Il est promu au grade de sous-lieutenant le 5 octobre 1799, avant de devenir aide de camp du général Bernadotte, commandant de l'armée de l’Ouest (et futur roi Charles XIV Jean de Suède), avec le grade de lieutenant.

### Consulat

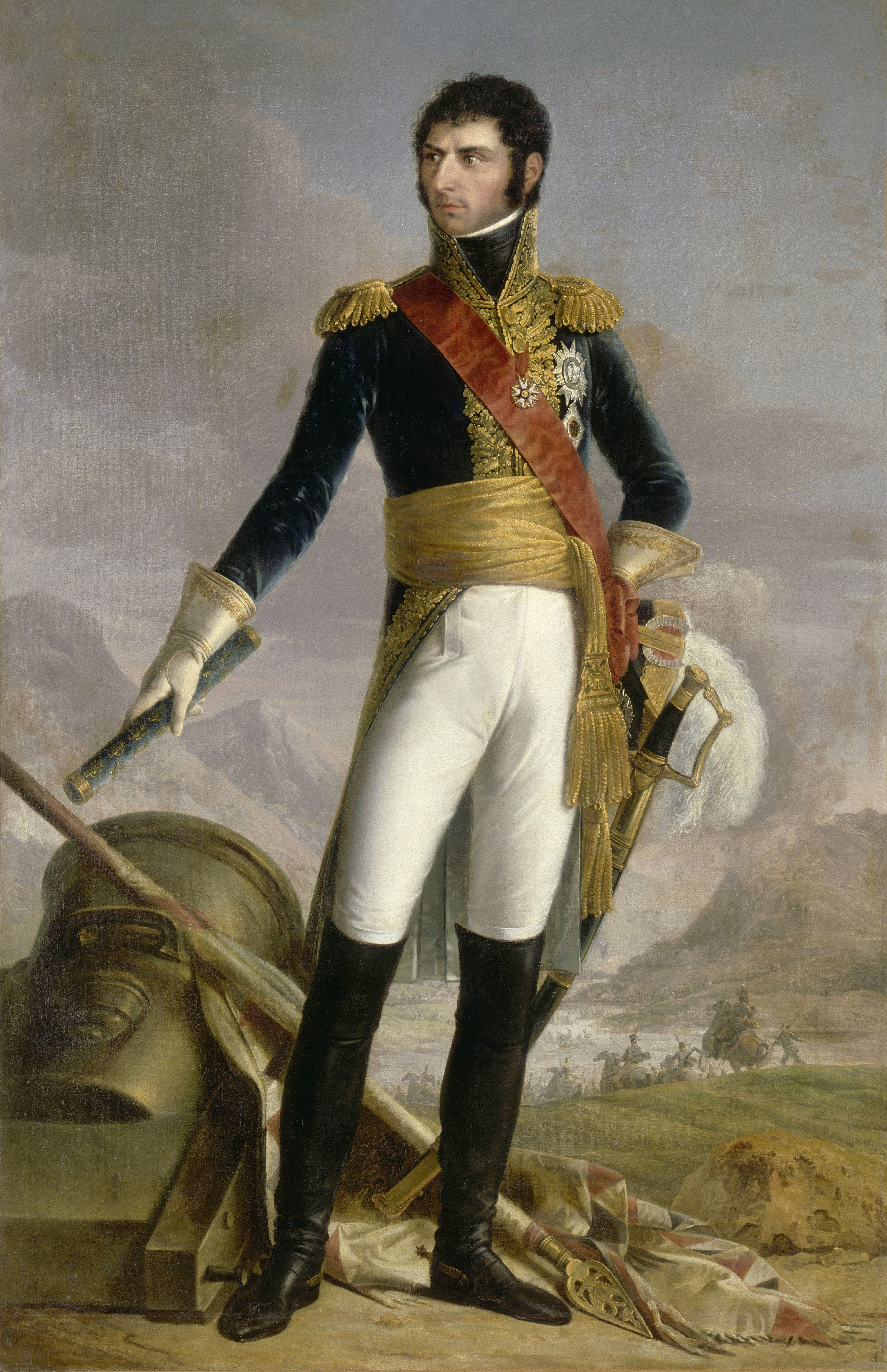
Le général Jean-Baptiste Bernadotte (1763-1844), futur roi Charles XIV Jean de Suède.

En 1802, il est arrêté en raison d'un complot des républicains contre le Consulat. Le général Bernadotte est soupçonné d'être à la tête de ce complot et son aide de camp, le lieutenant Marbot, est longuement interrogé à la prison du Temple dans le but d'obtenir de lui des aveux qu'il ne fournira pas. Il est relâché après 3 mois de détention et rejoint le 49e régiment d'infanterie, bien que Napoléon continue à le considérer comme un opposant au régime établi.
L'année suivante, il part pour l'Inde française avec l'expédition commandée par le général Decaen. Celui-ci le charge de diverses missions importantes et périlleuses, dont il s'acquitte avec la plus grande distinction. Il obtient le grade de capitaine avant son retour en France.

### Guerres napoléoniennes
Nommé aide de camp du maréchal Augereau en 1806, il fait la campagne de Prusse et de Pologne, et se distingue à la bataille d'Iéna, où il est blessé, et à celle d'Eylau, où son cheval est tué sous lui. Le maréchal Augereau, ayant été forcé de quitter l'armée par suite de ses blessures, obtient que son aide de camp rejoigne le maréchal Masséna, sous les ordres duquel il servira jusqu'à la paix de Tilsitt. 

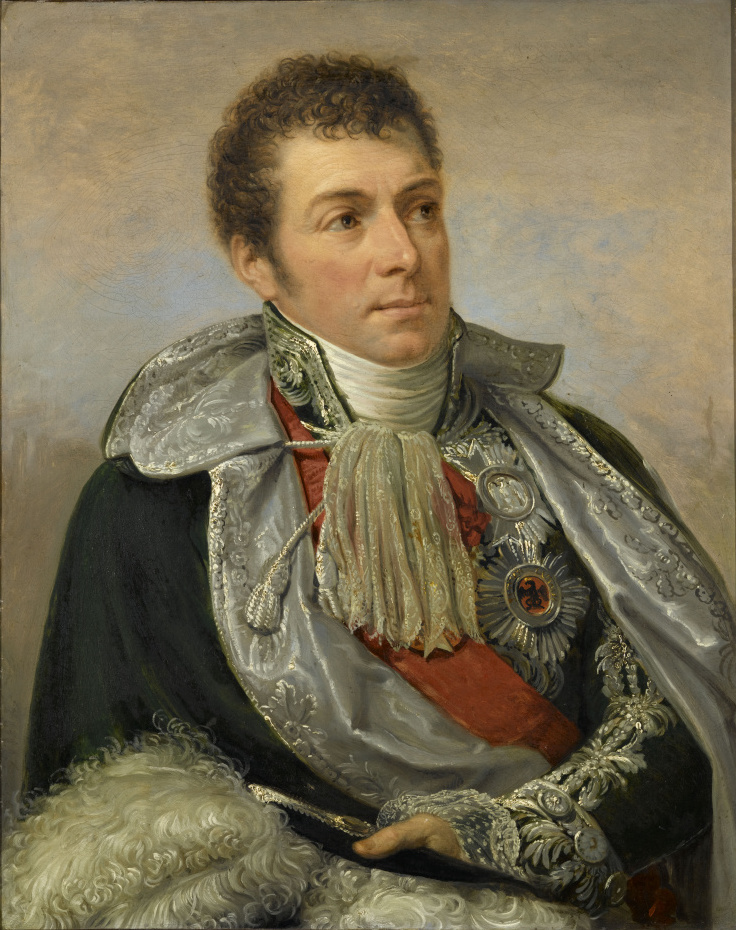
Le maréchal Louis-Alexandre Berthier (1753-1815), prince de Neuchâtel.

En 1808, il participe à la campagne d'Espagne, servant d'aide de camp au maréchal Lannes lors de la bataille de Tudela, le 23 novembre de la même année. Il obtint par sa brillante conduite les épaulettes de chef d'escadron et intègre l'état-major du maréchal Berthier, prince de Neuchâtel. 
Après la prise de Madrid, et la fuite des Anglais à La Corogne, il quitte Astorga pour aller porter des lettres de l'empereur Napoléon Ier à son frère Joseph Bonaparte, devenu roi d'Espagne. Il tombe dans une embuscade de guérillas, le 4 janvier 1809, est blessé, fait prisonnier, et conduit, presque mourant, sur les pontons de Cadix. Au mois de février 1810, il parvient, avec le chef d'escadron de Turenne, à recouvrer sa liberté. Il gagne l'Afrique à travers de nombreux dangers, et rejoint le corps d'armée du maréchal Victor pendant le siège de Cadix par les troupes françaises. 
De retour d'une mission qu'il fut chargé de remplir à Paris, il fait, en 1810 et 1811, la campagne du Portugal en tant qu'aide de camp du maréchal Masséna. 

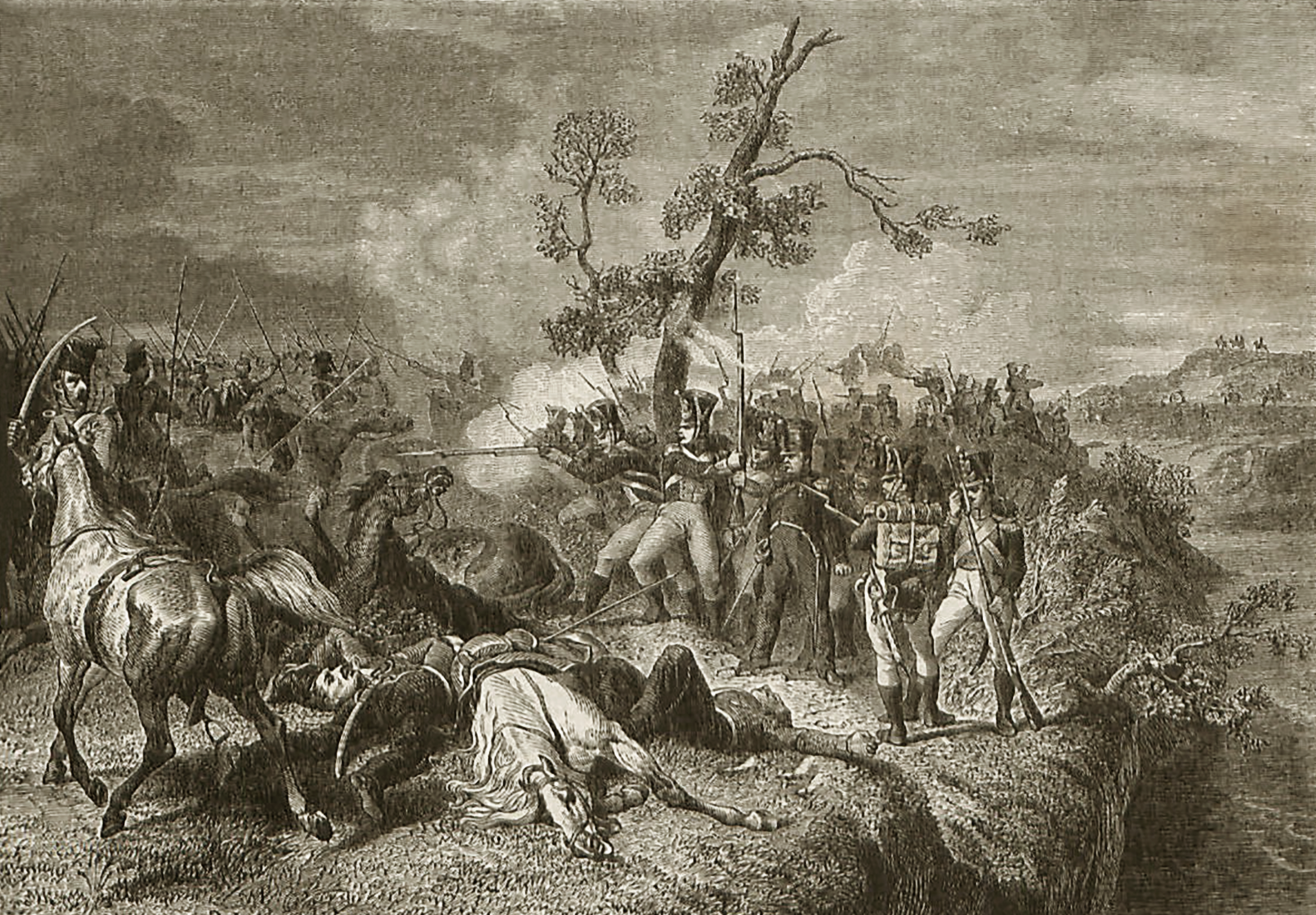
La bataille de Vitebsk (1812), pendant la campagne de Russie.

En 1812, il rejoint le 16e régiment de chasseurs, et fait la campagne de Russie en qualité de chef d'escadron de ce régiment. Blessé très grièvement lors de la bataille de Vitebsk, son cheval ayant été tué sous lui, il est fait prisonnier par l'armée russe. Il est envoyé à Saratov sur la Volga, où il partage la captivité de nombreux officiers faits prisonniers comme lui, dont le général de Saint-Geniès, le colonel de Saint-Mars et le capitaine de Ségur. Il ne rentre en France qu'en 1814, après la paix, et rejoint l'état-major de Paris.
Il devient aide de camp du maréchal Davout pendant les Cent-Jours, et passe ensuite à la retraite, dont il ne sortira qu'en 1830.

### Monarchie de Juillet

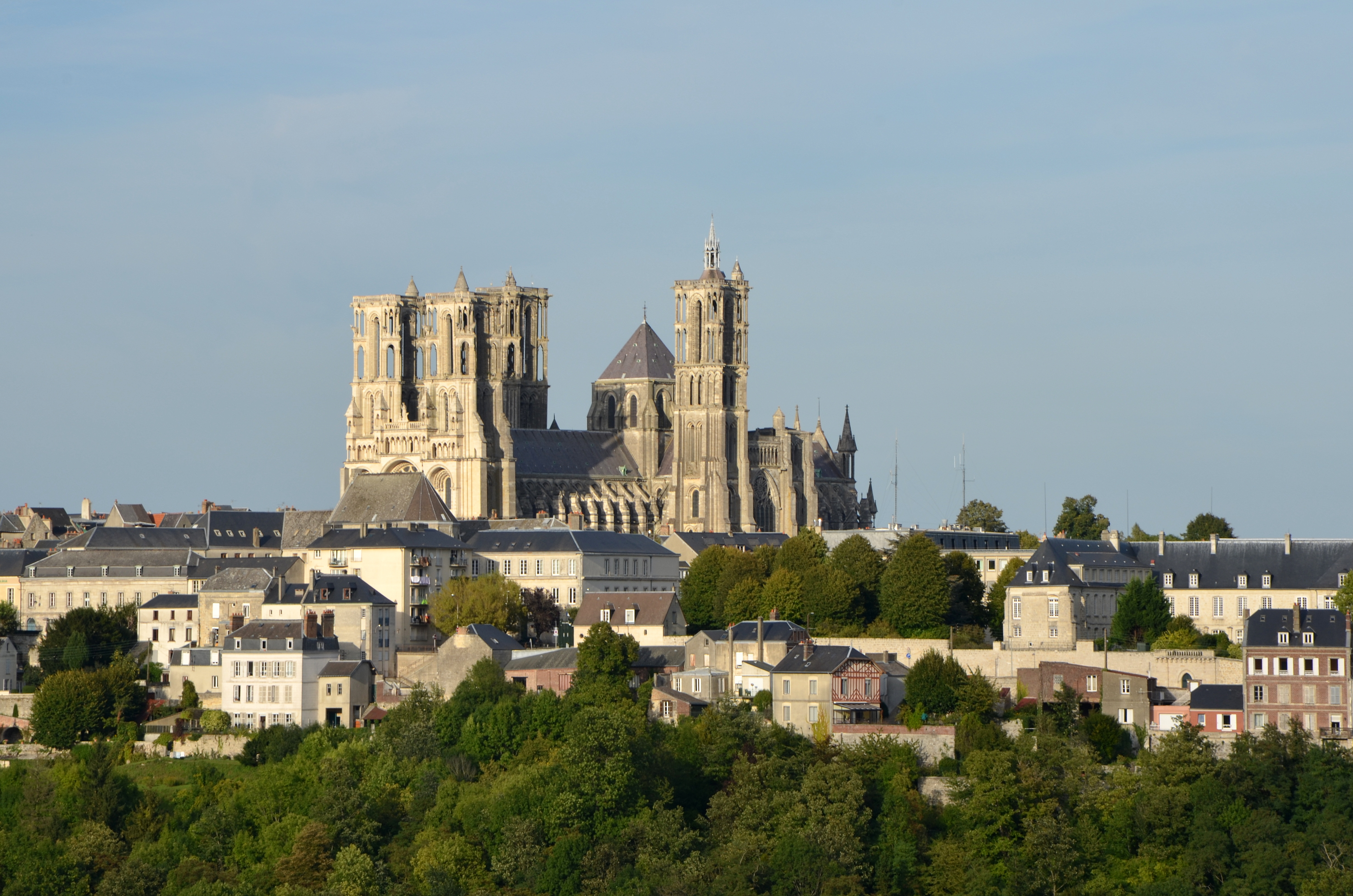
Laon, capitale du département de l'Aisne dans la région des Hauts-de-France.

Rappelé à l’activité sous le règne du roi Louis-Philippe Ier, il est élevé au grade de maréchal de camp (général de brigade) le 31 décembre 1831 et devient commandant du département de l'Aisne. Officier de la Légion d'honneur le 21 mars 1831, il est nommé Commandeur de l'ordre le 16 juin 1832.
Le 22 mars 1843, il se retire de la vie publique et décède l'année suivante, le 2 juin 1844.

## Famille

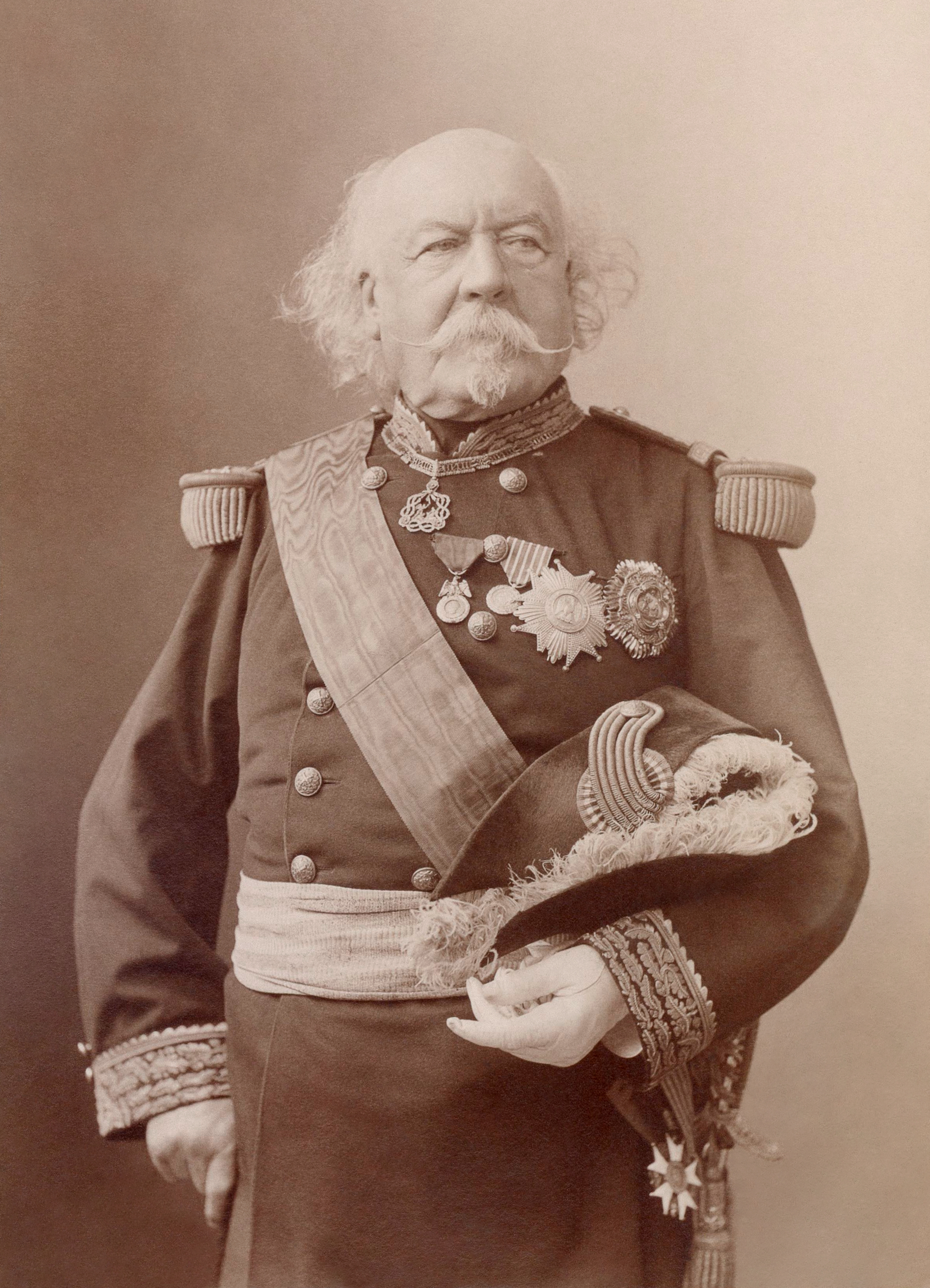
Le maréchal François Certain de Canrobert (1809-1895) par Nadar.

Son père, le général Jean-Antoine Marbot, a deux fils qui atteignent l'âge adulte : Antoine Adolphe Marcelin, l'aîné, et Jean-Baptiste Antoine Marcelin, le cadet, lieutenant général (général de division) sous la monarchie de Juillet, célèbre pour ses Mémoires illustrant l'épopée napoléonienne. Son grand-père et son arrière-grand-père étaient fils uniques. Par sa mère, il est le cousin de François Certain de Canrobert, maréchal de France sous le Second Empire.
Son mariage avec Ernestine-Félicité, dite Eudoxie, de Moÿ de Sons, vicomtesse de Rives, ne laisse aucune descendance.

## Décorations
Il reçoit les décorations suivantes :
 Empire français
- Ordre national de la Légion d'honneur :
  -  Chevalier : 12 janvier 1807[3]

 Royaume de France
- Ordre royal et militaire de Saint-Louis :
  -  Chevalier : 5 novembre 1814[7]

 Royaume de France
- Ordre royal de la Légion d'honneur :
  -  Officier : 21 mars 1831[3]
  -  Commandeur : 16 juin 1832[3]